# Якуб Грігар
Якуб Грігар (словац. Jakub Grigar, нар. 27 квітня 1997) — словацький веслувальник, срібний призер Олімпійських ігор 2020 року.

## Виступи на Олімпіадах
| Олімпіада           | Дисципліна                | Місце |
| ------------------- | ------------------------- | ----- |
| Ріо-де-Жанейро 2016 | байдарки-одиночки, слалом | 5     |
| Токіо 2020          | байдарки-одиночки, слалом | 2     |
| Париж 2024          | байдарки-одиночки, слалом | 6     |
| Париж 2024          | байдарки-крос             | 6     |

## Зовнішні посилання
- Якуб Грігар — олімпійська статистика на сайті Sports-Reference.com (англ.) (архівна версія)

1. ↑  https://www.olympedia.org/athletes/135974